# Palliation
Palliation (von lat. palliatio „Bemäntelung“, aus lat. pallium „Mantel“, palliare „mit einem Mantel umhüllen“, „verbergen“) bezeichnet allgemein Maßnahmen der Gesundheitsversorgung, deren primäres Ziel nicht die Heilung, sondern die bestmögliche Anpassung an die gegebenen physiologischen und psychologischen Verhältnisse ist. Die Weltgesundheitsorganisation (WHO) definiert Palliativmedizin als „einen Ansatz, der die Lebensqualität von Patienten und ihren Familien, die mit den Problemen einer lebensbedrohlichen Krankheit konfrontiert sind, durch die Vorbeugung und Linderung von Leiden durch Früherkennung und einwandfreie Beurteilung und Behandlung von Schmerzen und anderen körperlichen, psychosozialen und spirituellen Problemen verbessert“.

## Palliation in der Medizin
Palliativmedizin umfasst lindernde Behandlungen unheilbar Schwer(st)kranker (z. B. in der Onkologie). Nach den Definitionen der Weltgesundheitsorganisation und der Deutschen Gesellschaft für Palliativmedizin ist Palliativmedizin beschränkt auf „die aktive, ganzheitliche Behandlung von Patienten mit einer progredienten (voranschreitenden), weit fortgeschrittenen Erkrankung und einer begrenzten Lebenserwartung zu der Zeit, in der die Erkrankung nicht mehr auf eine kurative Behandlung anspricht und die Beherrschung von Schmerzen, anderen Krankheitsbeschwerden, psychologischen, sozialen und spirituellen Problemen höchste Priorität besitzt“. Primäre Zielsetzung ist die Lebensqualitätserhaltung bzw. -steigerung im finalen Krankheitsstadium.
Palliative Therapie ist die bestmögliche Versorgung von kurativ nicht (mehr) behandelbaren Krankheiten bzw. angeborenen oder erworbenen körperlichen Defekten. Beispielsweise kann ein operativer Eingriff Einschränkungen reduzieren, die mit einer nicht korrigierbaren angeborenen Fehlbildung verbunden sind, auch wenn die Fehlbildung selbst nicht beseitigt wird. Primäre Zielsetzung ist oft eine Verbesserung der Lebensqualität, aber nicht immer eine Verlängerung der Lebenserwartung. Die Ziele der Behandlung müssen individuell bestimmt und mit eventuellen Nachteilen abgewogen werden.
Palliative Operationen richten sich „gegen unangenehme bzw. lebensbedrohliche Symptome, Komplikationen oder Krankheitsfolgen (symptomatische Therapie), nicht gegen die Ursache der Erkrankung. Die Grunderkrankung wird durch den operativen Eingriff nicht beseitigt.“
Eine unumkehrbare Palliation – z. B. durch Operation – wird auch als definitive Palliation bezeichnet.

## Palliation in der Pflege
Palliativpflege als begleitendes pflegerisches Angebot an Schwerstkranke und ihr soziales Umfeld ist ein Teilbereich der Palliative Care.